# Ана Станич
Ана Станіч (нар. 8 грудня 1975, Ниш, СФРЮ) — сербська співачка. Закінчила Факультет драматичного мистецтва (Белград).

## Дискографія
- Метар изнад асфалта (1998)
- Ана Станић (1999)
- Видим те кад (1999)
- Три (2001)
- У огледалу (2004)
- Судар (2008)
- Прича за памћење (2015)